# Okręty podwodne typu UC III
Okręty podwodne typu UC III – niemieckie podwodne stawiacze min z końca I wojny światowej. W latach 1917–1918 w stoczniach Blohm & Voss w Hamburgu, Kaiserliche Werft w Gdańsku i AG Weser w Bremie rozpoczęto budowę kilkudziesięciu okrętów tego typu, z których ukończono 25 jednostek. 16 z nich zdążyło wejść do służby w Kaiserliche Marine przed podpisaniem rozejmu w Compiègne, jednak nie odniosły żadnych sukcesów. Po wojnie dwa okręty – SM UC-90 i SM UC-99 – trafiły pod banderę Japońskiej Cesarskiej Marynarki Wojennej, a pozostałe zostały przyznane Wielkiej Brytanii, Francji, Włochom i Stanom Zjednoczonym. Nieukończone jednostki zostały złomowane na pochylniach.

## Projekt i budowa
Podwodne stawiacze min typu UC III były nieco ulepszoną wersją jednostek typu UC II, zaprojektowaną w celu uzupełnienia wojennych strat tych ostatnich i likwidacji wad zauważonych podczas eksploatacji (numer projektu 41a, nadany przez Inspektorat U-Bootów). Nieznacznie zwiększono wymiary, wyporność i moc układu napędowego, zwiększono liczbę członków załogi, zainstalowano działo pokładowe o większym kalibrze (10,5 cm), zwiększono dopuszczalną głębokość zanurzenia do 75 metrów, skrócono czas alarmowego zanurzenia do 15 sekund, zmniejszono natomiast ilość przewożonych min do 14 sztuk.
W czerwcu 1917 roku marynarka zamówiła I serię okrętów typu UC III w liczbie 39 jednostek, w ramach wojennego programu rozbudowy floty (UC-80 – UC-118). Kolejna seria 36 okrętów (UC-119 – UC-152) została zamówiona 17 grudnia 1917 roku . Ostatnie, całkowicie niezrealizowane zamówienie na jednostki typu UC III złożono w czerwcu 1918 roku, a opiewało ono na 40 kolejnych okrętów (UC-153 – UC-192) . Łącznie zamówiono 114 jednostek tego typu, jednak do zakończenia działań wojennych rozpoczęto budowę jedynie 59 okrętów .
Okręty zamówiono w trzech stoczniach: Blohm & Voss w Hamburgu, Kaiserliche Werft w Gdańsku i AG Weser w Bremie, lecz ukończone 25 jednostek pochodziło wyłącznie ze stoczni Blohm & Voss .
| Okręt           | Stocznia          | Położenie stępki | Wodowanie           | Wejście do służby       |
| --------------- | ----------------- | ---------------- | ------------------- | ----------------------- |
| UC-80 – UC-86   | Kaiserliche Werft | 1917             | -                   | -                       |
| UC-87 – UC-89   | AG Weser          | 1917             | 1918                | -                       |
| UC-90           | Blohm & Voss      | 1917             | 19 stycznia 1918    | 15 lipca 1918           |
| UC-91           | Blohm & Voss      | 1917             | 19 stycznia 1918    | 31 lipca 1918           |
| UC-92           | Blohm & Voss      | 1917             | 19 stycznia 1918    | 14 sierpnia 1918        |
| UC-93           | Blohm & Voss      | 1917             | 19 lutego 1918      | 22 sierpnia 1918        |
| UC-94           | Blohm & Voss      | 1917             | 19 lutego 1918      | 31 sierpnia 1918        |
| UC-95           | Blohm & Voss      | 1917             | 19 lutego 1918      | 16 września 1918        |
| UC-96           | Blohm & Voss      | 1917             | 17 marca 1918       | 25 września 1918        |
| UC-97           | Blohm & Voss      | 1917             | 17 marca 1918       | 3 września 1918         |
| UC-98           | Blohm & Voss      | 1917             | 17 marca 1918       | 10 września 1918        |
| UC-99           | Blohm & Voss      | 1917             | 17 marca 1918       | 20 września 1918        |
| UC-100          | Blohm & Voss      | 1917             | 14 kwietnia 1918    | 30 września 1918        |
| UC-101          | Blohm & Voss      | 1917             | 14 kwietnia 1918    | 8 października 1918     |
| UC-102          | Blohm & Voss      | 1917             | 14 kwietnia 1918    | 14 października 1918    |
| UC-103          | Blohm & Voss      | 1917             | 14 kwietnia 1918    | 21 października 1918    |
| UC-104          | Blohm & Voss      | 1917             | 25 maja 1918        | 18 października 1918    |
| UC-105          | Blohm & Voss      | 1917             | 25 maja 1918        | 28 października 1918    |
| UC-106          | Blohm & Voss      | 1917             | 25 maja 1918        | - (ukończony → UK)      |
| UC-107          | Blohm & Voss      | 1917             | 2 czerwca 1918      | - (ukończony → Francja) |
| UC-108 – UC-109 | Blohm & Voss      | 1917             | 2 czerwca 1918      | - (ukończony → UK)      |
| UC-110          | Blohm & Voss      | 1917             | 6 lipca 1918        | - (ukończony → UK)      |
| UC-111          | Blohm & Voss      | 1917             | 6 lipca 1918        | - (ukończony → UK)      |
| UC-112          | Blohm & Voss      | 1917             | 6 lipca 1918        | - (ukończony → UK)      |
| UC-113          | Blohm & Voss      | 1917             | 6 lipca 1918        | - (ukończony → UK)      |
| UC-114          | Blohm & Voss      | 1917             | 11 sierpnia 1918    | - (ukończony → UK)      |
| UC-115 – UC-118 | Blohm & Voss      | 1917             | 11 sierpnia 1918    | -                       |
| UC-119 – UC-121 | Blohm & Voss      | 1918             | 1918                | -                       |
| UC-122 – UC-124 | Blohm & Voss      | 1918             | 1 października 1918 | -                       |
| UC-125 – UC-128 | Blohm & Voss      | 1918             | 8 grudnia 1918      | -                       |
| UC-129 – UC-138 | Blohm & Voss      | 1918             | -                   | -                       |
| UC-139 – UC-192 | Blohm & Voss      | -                | -                   | -                       |

## Dane taktyczno-techniczne
Jednostki typu UC III były średniej wielkości przybrzeżnymi okrętami podwodnymi konstrukcji dwukadłubowej. Długość całkowita wynosiła od 56,1 do 57,1 metra, szerokość 5,54 metra i zanurzenie 3,66-3,77 metra . Wykonany ze stali kadłub sztywny miał 42,2 metra długości i 3,65 metra szerokości . Wysokość (od stępki do szczytu kiosku) wynosiła 7,98 metra . Wyporność w położeniu nawodnym wynosiła od 474 do 511 ton, a w zanurzeniu 560-582 tony . Okręty napędzane były na powierzchni przez dwa 6-cylindrowe, czterosuwowe silniki Diesla Benz, MAN lub Körting o łącznej mocy 580-600 KM, a pod wodą poruszały się dzięki dwóm silnikom elektrycznym SSW o łącznej mocy 770 KM . Dwa wały napędowe poruszające dwoma śrubami zapewniały prędkość 11,5 węzła na powierzchni i 6,6 węzła w zanurzeniu. Zasięg wynosił 9 850 Mm przy prędkości 7 węzłów w położeniu nawodnym oraz 40 Mm przy prędkości 4,5 węzła pod wodą. Zbiorniki mieściły 64-67 ton paliwa . Dopuszczalna głębokość zanurzenia wynosiła 75 metrów, a czas zanurzenia 15 sekund.
Głównym uzbrojeniem okrętów było 14 min kotwicznych typu UC/200 w sześciu skośnych szybach minowych o średnicy 100 cm, usytuowanych w podwyższonej części dziobowej. Uzbrojenie uzupełniały dwie zewnętrzne wyrzutnie torped kalibru 500 mm (strzelające w kierunku dziobu, umiejscowione na pokładzie na śródokręciu po obu stronach kiosku), jedna wewnętrzna wyrzutnia torped kal. 500 mm na rufie (z łącznym zapasem 7 torped) oraz umieszczone przed kioskiem działo pokładowe kal. 10,5 cm Utof C/16 L/45, z zapasem amunicji wynoszącym 150 naboi .
Załoga pojedynczego okrętu składała się z 3 oficerów oraz 29 podoficerów i marynarzy.

## Służba

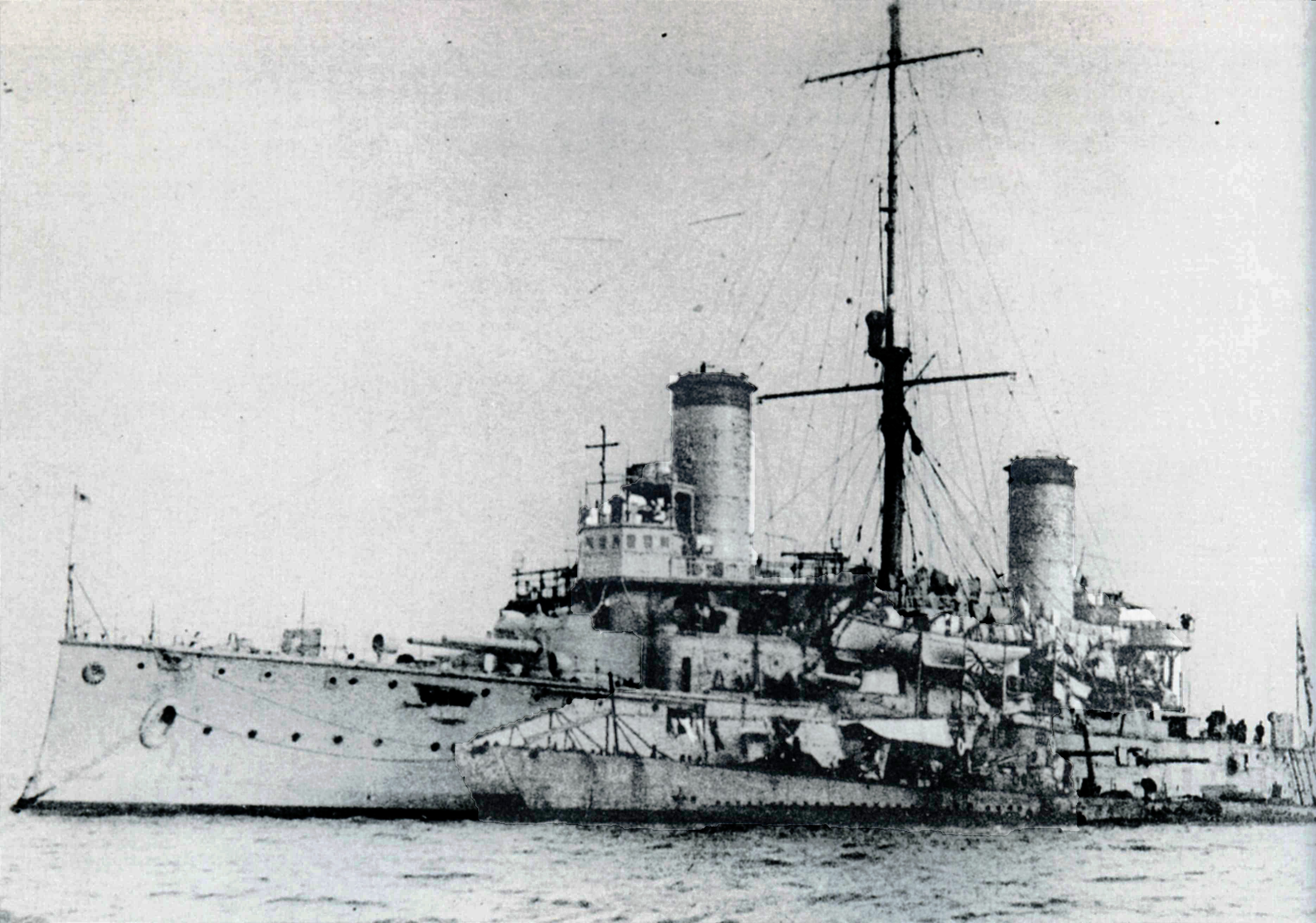
UC-90 i UC-99 na Malcie u burty japońskiego krążownika „Nisshin”

Do momentu zakończenia działań wojennych do służby w Cesarskiej Marynarce Wojennej przyjęto 16 jednostek typu UC III, od UC-90 do UC-105 . Żaden z okrętów nie uczestniczył w misji bojowej i nie odniósł sukcesów . Po wojnie dwa okręty przekazano Japonii, gdzie w latach 1918–1921 służyły w Japońskiej Cesarskiej Marynarki Wojennej pod oznaczeniami O-4 (SM UC-90) i O-5 (SM UC-99) . Pozostałe jednostki zostały przyznane Wielkiej Brytanii (UC-91, UC-92, UC-95, UC-96, UC-101, UC-102 i UC-105), Francji (UC-100, UC-103 i UC-104), Włochom (UC-93, UC-94 i UC-98) oraz Stanom Zjednoczonym (UC-97) . Dziewięć jednostek (od UC-106 do UC-114) zostało ukończonych na poczet reparacji wojennych i dostarczonych bez siłowni i uzbrojenia do Wielkiej Brytanii i Francji, gdzie zostały złomowane . Pozostałe nieukończone jednostki złomowano na pochylniach .